# Charles Deulin
Charlemagne Deulin, dit Charles Deulin, né à Condé-sur-l'Escaut (Nord) le 5 janvier 1827 et mort dans la même commune le 29 septembre 1877, est un romancier,  journaliste et critique dramatique français.

## Présentation
Fils d’un culottier, il fait ses études à Valenciennes. Il s'installe ensuite à Paris, où il se lie avec Francisque Sarcey dont il épouse une des sœurs. Il collabore à plusieurs journaux, dont Le Figaro, Le Pays, Le Monde illustré, la Gazette du Nord et le Journal littéraire. Il tient successivement la chronique théâtrale dans L’Esprit public, la Nouvelle Revue de Paris, La Revue française et le Journal pour tous. Ses recueils de contes, dont le premier, paru pour la première fois en 1868, s'intitule Contes d'un buveur de bière, furent bien accueillis et ont souvent été réédités.

## Choix de publications
- L'Ange tentateur, roman, 1851 Texte en ligne
- C'était moi ! opérette en 1 acte, Paris, Théâtre des Bouffes-Parisiens, 27 mars 1860
- Le Petit Cousin, opérette en 1 acte, avec Henri Rochefort, Paris, Théâtre des Bouffes-Parisiens, 18 avril 1860
- Bégaiements d'amour, opéra-comique en un acte, avec Émile de Najac, Paris, Théâtre-Lyrique impérial, 8 décembre 1864
- Contes d’un buveur de bière, 1868 Texte en ligne

1. Le Blanc Misseron Texte en ligne

- Les Amours de petite ville. Chardonnette, 1872 Texte en ligne
- Contes du roi Cambrinus, 1874 Texte en ligne
- Chez les voisins, 1876
- Les contes de ma mère l'Oye, avant Perrault, Paris, E. Dentu, 1878, 382 p. (lire en ligne).
- Contes d'un buveur de bière, avec des illustrations de Nicolas Eekman, 1945
- Contes de Cambrinus, roi de la bière, édition reprenant l'intégralité des contes de Charles Deulin (Contes d'un buveur de bière, Contes du roi Cambrinus, Contes de Petite ville), Aubéron, 2011

## Sources
- Notice biographique par Jean Dauby
- Pierre Larousse, Grand Dictionnaire universel du XIXe siècle, vol. VI, 1870, p. 634